# Ажажа Володимир Михайлович
Володи́мир Миха́йлович Ажа́жа (нар. 19 листопада 1931, село Великі Сорочинці Миргородського району Полтавської області — 23 грудня 2009) — український фізик (спеціальність — матеріалознавство, технологія металів).
Доктор фізико-математичних наук (1986). Професор (1990). Член-кореспондент (від 2003 року), академік (від 2006 року) НАН України. Лауреат Державної премії УРСР в галузі науки і техніки (1982). Премія НАН України імені О. І. Лейпунського (2007).
Директор Інституту фізики твердого тіла, матеріалознавства та технологій Національного наукового центру «Харківський фізико-технічний інститут» Національної академії наук України (2004—2009), академік НАН України.

## Біографія
1956 року закінчив ядерне відділення фізико-математичного факультету Харківського університету (нині фізико-технічний факультет).
Від 1957 року працює в Українському фізико-технічному інституті (нині Національний науковий центр «Харківський фізико-технічний інститут» Міністерства освіти і науки України): молодший науковий співробітник, старший науковий співробітник, від 1974 року — керівник лабораторії чистих металів, від 1995 року — керівник відділу фізичного матеріалознавства та нових технологій, від 1996 року — заступник директора, згодом — директор Інституту твердого тіла, матеріалознавства та технологій.
16 травня 2003 року Володимира Ажажу обрано членом-кореспондентом НАН України (відділення ядерної фізики та енергетики). 6 травня 2006 року його обрано дійсним членом (академіком) НАН України.

## Наукова діяльність
Досліджував рафінування металів за допомогою фізичних методів, вивчав проблеми вакуумної та надвисоковакуумної металургії, фізики й матеріалознавства чистих і надчистих металів, зокрема берилію, надпровідникових і напівпровідникових металів, технологічні процеси рафінування й виробництва чистих металів і конструкційних сплавів, насамперед матеріалів реакторобудування.